# Вордсворт Доністорп
Вордсворт Доністорп (англ. Wordsworth Donisthorpe) — британський піонер кінематографа, діяч анархістського руху і шахіст.

## Біографія
Вордсворт Доністорп народився в Лідсі в 1847 році. Його батько, Джордж Едмунд, також був винахідником; його брат, Горас Доністорп, займався мірмекологією; його мати Елізабет була внучатою племінницею поета Вільяма Вордсворта, саме на його честь майбутній винахідник і отримав своє ім'я. Він був охрещений 3 травня 1847 року. Навчався в Триніті-коледжі Кембриджського університету.
Вордсворт Доністорп став адвокатом, але майже не займався приватною практикою, ставши натомість політичним активістом. У 1882 році він заснував разом зі своїм двоюрідним братом Вільямом Карром Крофтсом Лігу захисту свободи і власності для сприяння розвитку індивідуальності та визвольних ідей. На відміну від Фабіанського товариства ця організація була антисоціалістичною за своїм духом; Ліга припинила існування незабаром після Першої світової війни. Вордсворту Доністорпу належать численні трактати в дусі анархізму-індивідуалізму.
У 1885 році Вордсворт Доністорп брав участь у заснуванні Британської шахової асоціації та Британської шахового клубу.
9 листопада 1876 року Доністорп подав заявку на патент на апарат, призначений для перетворення послідовності фотографій в ілюзію руху. Цією проблемою він зацікавився ще в ході навчання в Кембриджському університеті, де в 1869 році зустрічався з фізиком Джеймсом Клерком Максвеллом, який працював саме в той час над власним подібним апаратом. У 1889 році він запатентував власну кінокамеру і проектор.
Нову камеру Доністорп запатентував спільно зі своїм кузеном Крофтсом. Обидва вони були захоплені дарвінізмом (сестра Крофтс Еллен була одружена з сином Чарльза Дарвіна Френсісом), дослідники припускають, що як їхні батьки спільно створили машину для вичісування шерсті (вона стала складовою частиною промислового перевороту), так і вони удвох намагалися в особі кінематографа створити механізм комунікаційної революції, необхідний для просування своїх радикальних суспільних поглядів. Відзначають, що це була унікальна кінокамера, яка мала більше спільного з текстильними машинами, ніж з фотографічними пристроями того часу. У період з кінця 1889 по початок 1891 роки (іноді вказується безпосередньо 1890 рік) Доністорп і Крофтс створили свій короткий фільм з вікна будівлі з видом на Трафальгарську площу Лондона. Десять кадрів фільму збереглися до нашого часу. Цей фільм визнається фахівцями першим, коли-небудь знятим в Лондоні. За життя авторів він ніколи не показувався публічно. Камера, винайдена Крофтсом і Доністорпом, дозволяла плівці рівномірно і плавно рухатися через отвір проектора.

## Фільми
Трафальгарська площа в Лондоні